# 安地卡及巴布達足總盃
安地卡及巴布達足總杯（Antigua and Barbuda FA Cup）是中北美洲及加勒比海地區安地卡及巴布達的足球頂級淘汰賽賽事。此賽事是在2004年開始舉行的。

## 冠軍
- 2004/05 : SAP FC 2-1 Hoppers FC
- 2005/06 : Freemansville FC 1-1 Bassa (加時賽, 十二碼 2-1)
- 2006/07 : 由於漫長的賽季俱樂部要求賽事取消，
- 2007/08 : Bassa 0-0 帕勒姆FC (加時賽,十二碼 5-4)
- 2008/09 : SAP FC awd Hoppers FC
- 2009/10 : Bassa 1-1 Goldsmitty FC (加時賽,十二碼 4-1)
- 2010/11 : 沒有舉行
- 2011/12 : 帕勒姆FC 4-0 Bassa[1]